# Anna Goldenberg

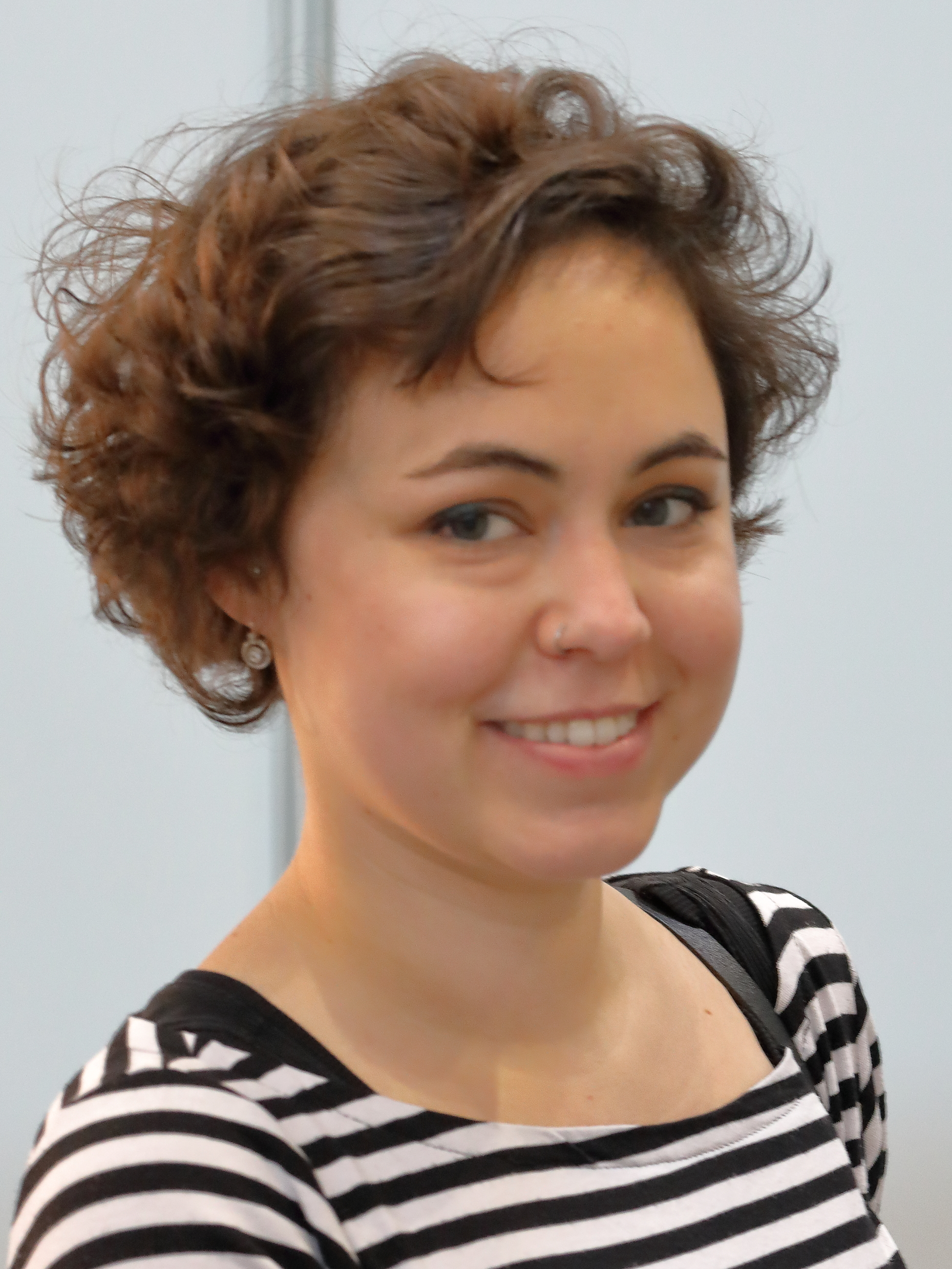
Anna Goldenberg auf der Buch Wien 2019

Anna Goldenberg (* 1989 in Wien) ist eine österreichische Autorin und Journalistin. In ihrem ersten Buch Versteckte Jahre erzählt sie die Geschichte ihrer Großeltern, die den Holocaust überlebten.

## Leben und Wirken
Anna Goldenberg wurde in eine assimilierte jüdische Familie geboren und wuchs im 19. Wiener Gemeindebezirk auf. Sie studierte in Großbritannien Psychologie an der Universität Cambridge. 2012 ging sie nach New York, um an der Columbia University ein Masterstudium in Journalismus aufzunehmen. Nach dem Studienabschluss war sie für die Zeitschrift The Jewish Daily Forward tätig.
Seit 2015 lebt sie wieder in Wien. Sie ist Kolumnistin der Tageszeitung Die Presse und Die Presse am Sonntag. Sie schreibt über Politik und Medien für die Wochenzeitung Falter, bei der sie im Juli 2018 interimistisch die Leitung des Medienressorts übernahm. Im selben Jahr wurde sie mit dem Nachwuchspreis „30 unter 30“ der Fachzeitschrift Der Österreichische Journalist ausgezeichnet. Als freie Journalistin berichtete sie bis 2018 über österreichische Politik in der amerikanischen Zeitschrift The Atlantic und schrieb von 2019 bis 2020 die TAZ-Kolumne „Die Internetexplorerin“.
In New York wurde Goldenberg nach eigenen Angaben immer wieder mit der Frage konfrontiert, warum Juden nach dem Holocaust freiwillig nach Österreich zurückgekehrt sind. Sie begann über ihre Familiengeschichte zu recherchieren. Ihre Großmutter mütterlicherseits, die Ärztin Helga Feldner-Busztin (1929–2024), geboren als Helga Pollak in Wien, wurde 1943 in das KZ Theresienstadt deportiert und 1945 mit ihrer Mutter und Schwester befreit. Die Eltern und der Bruder ihres Großvaters Hans Busztin, die 1942 nach Theresienstadt verbracht worden waren, kamen um. Er überlebte als Einziger seiner Familie, weil der christliche Wiener Schularzt Josef Feldner (1887–1973), der auch der Kinderarzt der Familie Busztin war, den damals Sechzehnjährigen in seiner Wohnung in Wien bis zum Ende des Krieges versteckt hatte. Später nahm Hans Busztin den Namen seines Retters an und wurde ebenfalls Arzt. Helga und Hans Feldner-Busztin wanderten 1955 in die USA aus, kehrten 1956 jedoch wieder nach Österreich zurück und ließen sich in Wien nieder. Ihre Tochter ist Anna Goldenbergs Mutter.
Eine wichtige Quelle ihrer Recherche waren die Aufzeichnungen, die ihr 1996 verstorbener Großvater (genannt „Hansi“) 1980 begonnen hatte, wie auch Gespräche mit ihrer Großmutter und anderen Überlebenden. In Archiven fand sie Dokumente, die deren Erzählungen ergänzten und in einen historischen Kontext setzten. Ihr Essay über einen Besuch mit ihrer Großmutter und Großtante in der Gedenkstätte des ehemaligen KZ Theresienstadt veröffentlichte 2013 das Zeitmagazin. Im Jahr 2015 erschien im Falter ihr Artikel Das Tagebuch des Hansi Busztin. Daraus entstand die Idee zu dem Buch Versteckte Jahre, das mit dem Untertitel Der Mann, der meinen Großvater rettete 2018 herauskam.

## Rezeption
Goldenbergs Buch Versteckte Jahre zeichnet „die Biografien dreier Menschen nach, die den Nazis entkamen“. Es wurde vielfach rezensiert.
Hasnain Kazim (im Spiegel) erinnerten Goldenbergs beklemmende Beschreibungen aus dem Alltag während der Nazi-Herrschaft an Anne Frank und ihre Tagebucheintragungen aus dem Versteck. Spannend sei aber auch der Bezug zur Gegenwart.
Judith E. Innerhofer (in Die Zeit) befand über das Buch: „Goldenbergs Familienzeitgeschichte erzeugt ein kaleidoskopisches Bild von der so unterschiedlichen Wahrnehmung angesichts des herannahenden Holocausts und den Reaktionen auf die Geschehnisse und Risiken innerhalb der jüdischen Bevölkerung in Wien. Denn, was in der Ankündigung des Buches untergeht, die beiden Geschichten der Großeltern stehen sich gleichberechtigt gegenüber.“
Der Rezensent der Wiener Zeitung, Walter Klier, war beeindruckt von der Art und Weise, wie Goldenberg angesichts dessen, was sie erzählt, „sozusagen die Ruhe bewahrt“. „Das dürfte sehr viel schwieriger sein, als es anhand des fertigen, rundum gelungenen Buches erscheint.“
Julya Rabinowich rezensierte Versteckte Jahre in Der Standard. In Goldenbergs sachlicher Betrachtung würden „Entwicklungen offenbar, die sich wieder zu etablieren scheinen“.

## Buchpublikationen
- Versteckte Jahre. Der Mann, der meinen Großvater rettete. Paul Zsolnay Verlag, Wien 2018, ISBN 978-3-552-05906-1.
  - I Belong to Vienna: A Jewish Family’s Story of Exile and Return, New Vessel Press, New York 2020, ISBN 978-1-939931-84-9.